# PR-541
A Rodovia PR-541 é uma estrada planejada, ou seja, ainda não existe de fato, fazendo parte do plano viário do Estado do Paraná. Pelo plano, a obra ligaria a cidade de Kaloré (entroncamento com a rodovia PRT-466) diretamente à cidade de São João do Ivaí e teria aproximadamente 28 km.